# Drusenkopf

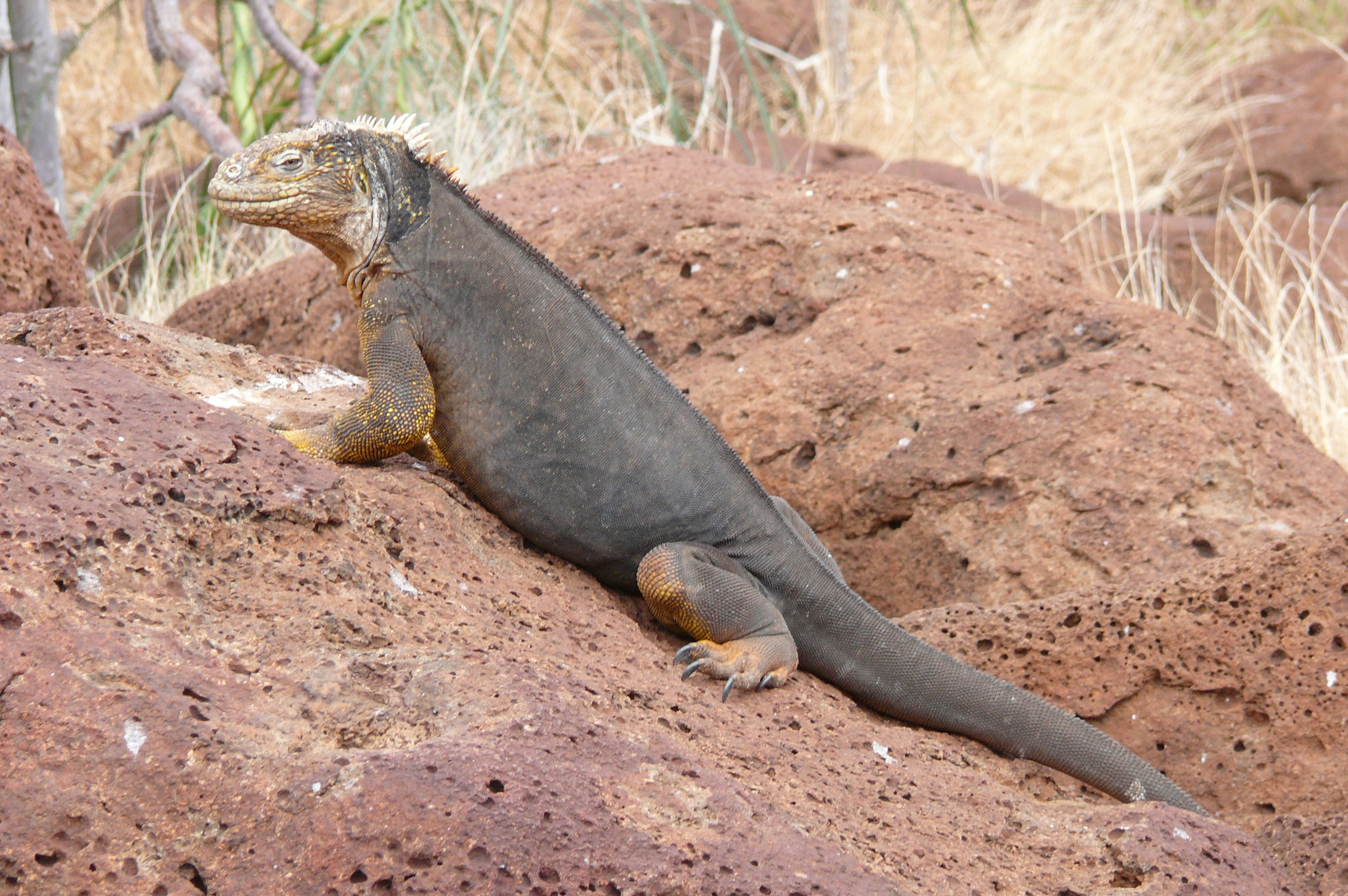
Drusenkopf

Der Drusenkopf (Conolophus subcristatus), auch als Galapagos-Landleguan bekannt, ist eine Art aus der Gattung der Drusenköpfe. Die Tiere leben nur auf den Galápagos-Inseln Isabela, Fernandina und Santa Cruz, sowie deren Nebeninseln Baltra, Seymour Norte und Plaza Sur. Auf Santiago, wo Charles Darwin sie seinerzeit noch massenhaft antraf, wurden sie ausgerottet. – Auf der Galapagos-Insel Santa Fe lebt der Santa Fe-Drusenkopf (Conolophus pallidus). Auf der Insel Isabela gibt es die Art Rosada-Drusenkopf (Conolophus marthae), ein erstmals 2009 beschriebener rosafarbener Landleguan. 

## Merkmale
Drusenköpfe sind große, schwer gebaute Echsen mit kräftigen Beinen und mit starken Krallen versehenen Füßen. Sie werden 1,20 Meter lang und sind gelb oder braun gefärbt. Der Kopf ist kurz und endet stumpf. Ein stachliger Kamm zieht sich über den Nacken und den Rücken. Der Schwanz ist etwas länger als Kopf und Rumpf zusammen.

## Lebensweise
Drusenköpfe bewohnen selbst gegrabene Erdhöhlen, in denen sie vor der starken Sonneneinstrahlung geschützt sind. Sie sind Pflanzenfresser und ernähren sich z. B. von Sprossen und Blüten der Opuntien. Die Stacheln entfernen sie, indem sie die Pflanzenteile mit dem Fuß auf dem Erdboden herumrollen. Ihren Wasserbedarf decken sie teilweise durch den Verzehr der Kakteen.

## Fortpflanzung
Männchen verteidigen Territorien um ihre Höhlen, die sowohl von ihnen als auch von Weibchen als Unterschlupf genutzt werden. Die Weibchen legen ihr Gelege aus bis zu 25, mit einer weichen, lederartigen Schale versehenen Eier in feuchten Sand oder unter Laub. Auf der trockenen und felsigen Insel Fernandina laufen die Weibchen bis zu 15 Kilometer, um gute Nistplätze zu finden, manchmal innerhalb eines erloschenen Vulkankraters. Die Jungtiere schlüpfen nach drei bis vier Monaten.

## Quelle
- Bruin, T. 2000: Conolophus subcristatus, Animal Diversity Web